# Cyclea densiflora
Cyclea densiflora là một loài thực vật có hoa trong họ Biển bức cát. Loài này được (Yamam.) Y.C.Tang & H.S.Lo mô tả khoa học đầu tiên năm 1963.